# Сафронов, Леонид Александрович
Леонид Александрович Сафронов — российский поэт, протоиерей Русской Православной Церкви. Лауреат премии им. Н. А. Заболоцкого (2005), Бунинской премии (2017).

## Биография
Родился 19 октября 1955 года в посёлке Рудничном Верхнекамского района Кировской области в многодетной семье предпоследним ребёнком (всего детей было 14, но четверо умерли во младенчестве). Родители из высланных раскулаченных крестьян. Отец, Александр Кириллович Сафронов, 1910 года рождения, был репрессирован в 1931 году, вместе с семьёй он был выслан из села Кокшага Нижегородской губернии. По этапу с ним шла и его будущая жена и мать Леонида Александровича — Александра Ивановна Пеплова, 1915 года рождения, уроженка города Варнавина Нижегородской губернии. Её семья тоже была репрессирована — отец Александры был купцом.
После окончания средней школы Леонид Сафронов был учащимся медицинского училища (два курса), затем учился в культпросветучилище, один год — в Литературном институте и два года на заочном отделение Вятского филиала Свято-Тихоновского института.
После срочной службы в Советской армии, где начинал публиковать свои стихи в армейских газетах, работал в Норильске, в тресте «Норильскгазпром». Сменил много профессий. В конце 1980-х годов вернулся на малую родину. Публиковался в газетах «Заполярная правда», «Красноярский рабочий», в журналах «Енисей», «Красноярские огни», «Студенческий меридиан», в коллективных сборниках Красноярска и Кирова. В мае 1989 года по рекомендации IX Всесоюзного совещания молодых писателей (семинар Николая Старшинова) был принят в члены Союза писателей СССР.
Принял православное крещение в 1989 году в возрасте 33 лет. В марте 1994 года был рукоположён в диаконы; в феврале 1995 года — во священники.
По благословению митрополита Вятского и Слободского Хрисанфа отец Леонид возродил Крестный ход в честь св. Симеона Столпника от села Кай до реки Порыш к урочищу Кибаново, где в начале XIX века существовала Кибановская часовня.
Настоятель храма Николая Чудотворца в посёлке Рудничном, который под его руководством был восстановлен на месте разрушенной в советское время церкви, превращённой в здание суда. Открыл в посёлке церковно-приходскую школу и преподаёт в ней Слово Божие[уточнить]. Совершает богослужения также в окрестных поселениях и исправительных учреждениях, колониях. По его инициативе в семи колониях построены и действуют православные храмы и часовни. Настоятель шести тюремных храмов В течение многих лет совершает паломничество на реку Великую.
Отец Леонид публиковался также в журнале «Наш современник», «Москва», антологии вятской литературы и др.
22 декабря 2015 года решением Верхнекамской районной Думы № 59/88 Рудничной городской библиотеке-филиалу было присвоено имя Л. А. Сафронова.
Живёт в посёлке Рудничном Кировской области.

## Награды и премии
- Премия журнала «Наш современник»
- Премия журнала «Москва»
- Всероссийская премия им. Н. А. Заболоцкого за книгу «Затаилась Русь святая» (2005)
- Всероссийская премия имени Александра Невского (2010)
- Номинант Патриаршей литературной премии (2015)[5]
- Бунинская премия за книги «Лесниковая дочь», «Затаилась Русь Святая», «Ходит белый жеребенок» (2017)[6]
- Лауреат областных литературных конкурсов[7]
- Церковные награды

### Книги
- Далеко за синими лесами: Стихотворения. — [Худож. М. П. Аюпова]. — Киров: Вят. слово, 1993. — 60,[3] с.: ил. — ISBN 5-87400-072-0
- Петр и Феврония: Стихи (2000)
- Поле Куликово: Стихи. Киров, 2002. — 89 с. —1000 экз. — ISBN 5-87291-025-8 (Народная библиотека)
- Затаилась Русь святая: Стихи (2005)
- Лесниковая дочь: Стихи. — Вятка: [б. и.], 2007. — 124 с.: ил.
- Шли попята по опята: Стихи для детей. — [Рис. Кати Сафроновой]. — Вятка: Кировская обл. тип., 2008. — 15 с.: цв. ил.; — ISBN 978-5-88186-813-0
- Ходит Петя-петушок…: Стихи для детей. — Рис. Насти Сафроновой. — Вятка: Кировская обл. тип., 2009. — 12 с.: ил. — ISBN 978-5-88186-832-1 (Для самых маленьких)
- Целый день рисую я...: Стихи для детей. — Худож. Н. Сафронова. — Киров: Приход Свято-Никольской церкви п. Рудничный; Кировская обл. тип., 2009. — 16 с.; цв. ил. — 1000 экз. — ISBN 978-5-88186-886-4 (Для самых маленьких)
- Лесниковая дочь: Стихи. — По благословению Высокопреосвященнейшего Хрисанфа митрополита Вятского и Слободского. — Вятка: Кировская обл. тип., 2009. — 123, [4] с.: ил.; 1000 экз. — ISBN 978-5-88186-816-1
- Затаилась Русь святая: Стихи. — Вятка (Киров): Кировская обл. типография, 2009. — 202, [5] с.: ил.; ISBN 978-5-88186-844-4
- Ходит белый жеребёнок: Стихи для детей и взрослых. — Вятка: [б. и.], 2009. — 139, [4] с.: ил. — ISBN 978-5-88186-889-5
- Целый день рисую я…: Стихи для детей. — [Рис. Насти Сафроновой]. — Вятка: Кировская обл. тип., 2009. — 15 с.: ил. — ISBN 978-5-88186-886-4 (Для самых маленьких)
- Николай Чудотворец: Стихи. — [худож. Нина Пенькина]. — Вятка [Киров]: [б. и.], 2009. — 13, [1] с.: цв. ил. — ISBN 978-5-88186-822-2
- Петр и Феврония: Стихи. — [ред. С. Сафронова; рис. Н. Пентиной]. — Вятка [Киров]: [б. и.], 2010 (Киров : Киров. обл. тип.). — 11 с.: цв. ил. — ISBN 978-5-88186-920-5
- Стихи для детей — [худож. Е. Сафронова-Поспелова] — Вятка: 2010. — 79 с.: цв. ил.; в пер. — ISBN 978-5-88186-973-1
- Про всех-всех-всех…: Стихи для детей: Избранное. — [Рисунки Екатерины Сафроновой-Поспеловой]. — Киров: Кировская обл. тип., 2016. — 96 с.; ил., цв. ил. — 500 экз. — ISBN 978-5-498-0378-8

### Избранные произведения
- Избранное: Стихи. — Киров: Кировская областная типография, 2016. — 248 с. — 500 экз. — ISBN 978-5-498-00379-5

## Отзывы о творчестве
Поэт сумел лишний раз доказать, сколько ещё возможностей таится в русском классическом стихе. Насколько он гибок — то в нём есть песенная плавность, то жёсткая ироничность, а то звучат и трагические ноты.
— Николай Старшинов

В его поэзии представлена живая — зримая и звучащая — галерея выдающихся державных строителей — весь тысячелетний облик Святой Руси. («Лето близко к увяданью» — о князе Игоре и княгине Ольге; «Святослав»; «Крещение Руси» — о князе Владимире, поэма «Знаменская» о князе А. Боголюбском, «Владимирская» — о главной русской святыне и князе Василии; «Тайдулла» — о митрополите московском Алексии; русских покровителях семьи и брака — князьях муромских Петре и Февронии; о национальном герое 16 века Ермаке Тимофеевиче, судьба которого так тесно связана с Вяткой; О Патриархе Тихоне и Царской Семье и мн. др.). Душа поэта болит о будущности страны, и в этих личностях он находит утверждение национальной гордости, высокие воодушевляющие примеры для современников.
— Елена Пиотровская, кандидат филологических наук

## Прочие сведения
Кировский режиссёр Марина Дохматская сняла ряд фильмов о священническом служении Леонида Сафронова: «Сорда», «Край», «Воля», которые транслировались по областному и российскому телевидению.
В 2011 году в Московском Государственном педагогическом университете филолог Елена Павловна Пиотровская защитила диссертацию по теме «Стили поэзии Леонида Сафронова».
Профиль Е. П. Пиотровской в РИНЦ